# كولين لي
كولين لي (بالصينية: 李嘉齡) هي عازفة بيانو وملحنة صينية، ولدت في 11 أكتوبر 1980 في هونغ كونغ في الصين.

## وصلات خارجية
- الموقع الرسمي
- كولين لي على موقع ميوزك برينز (الإنجليزية)
- كولين لي على موقع ميوزك برينز (الإنجليزية)
- كولين لي على موقع ديسكوغز (الإنجليزية)